# Fondation anticorruption
Pour les articles homonymes, voir FBK.
La Fondation anticorruption (en russe : Фонд борьбы с коррупцией - Fond Borby s Korruptsieï ou FBK) est une ONG d'origine russe ayant pour principale vocation la lutte contre la corruption du gouvernement russe. Elle est créée par Alexeï Navalny le 9 septembre 2011. Son financement provient de dons privés. Sa dissolution est annoncée en juillet 2020 et sa liquidation est effective en juin 2021.

## Mission
Sa mission est d'enquêter sur la corruption des autorités russes.

## Budget
La FBK est financée uniquement par dons. En 2014 le budget a été 28,5 millions de roubles,.
En 2017, la FBK a reçu des dons de 30 000 personnes pour un montant total de 80 millions de roubles.

## Procédures judiciaires
Les comptes de la fondation sont gelés en août 2019 après une première vague de perquisitions de personnes liées à la fondation dans une enquête pour « blanchiment d'argent ».
Le 12 septembre, une nouvelle vague de perquisitions a lieu auprès de personnes liées à la fondation toujours dans l'enquête de blanchiment.
La fondation est considérée comme « agent étranger » en octobre 2019 et est mise sous surveillance accrue. Deux dons venant de l'étranger et d'une valeur d'environ 2 100 dollars sont cités par le ministère de la Justice pour justifier son action. Cependant, un don provenant d'Espagne le 12 septembre est contesté par la fondation qui y voit une manipulation : ce don est arrivé le même jour qu'une vague de perquisitions de la police dans ses locaux et après que les comptes de la fondation aient été gelés.
Le 15 octobre 2019, une nouvelle vague de perquisitions a lieu aux domiciles de bénévoles et salariés de la fondation. Ces perquisitions sont toujours réalisées dans le cadre de l'enquête pour « blanchiment d'argent ».
Le 26 décembre 2019, une nouvelle perquisition a lieu dans les locaux de la FBK et ceux de la chaîne Navalny Live (situés à l'étage au-dessus).
En mars et juillet 2020, la Fondation reçoit plusieurs amendes (entre 1000 et 6900 dollars américains) pour ne pas avoir mentionné, sur les différents comptes de médias sociaux, que la Fondation est un « agent étranger », ainsi que pour ne pas s'être enregistrée officiellement en tant que tel.
En décembre 2020, le comité d'enquête de la fédération de Russie ouvre une enquête pour « escroquerie » à l'encontre de Navalny. Il lui est reproché d'avoir utilisé une partie des dons de particuliers, faits principalement à la Fondation, pour ses besoins personnels. Le montant de l'escroquerie supposée est estimé à 356 millions de roubles, soit environ 4 millions d'euros,.
La FBK est désignée comme « organisation extrémiste » en juin 2021 par la justice russe. Par cette décision, les membres de la FBK sont interdits de se présenter à une élection en Russie, mais sont aussi susceptibles d'être poursuivis par la justice et condamnés à des peines de prison. La liquidation de la FBK est aussi décidée par la justice.

## Dissolution
L'entreprise Moskovski Chkolnik, proche du magnat Evgueni Prigojine, gagne un procès contre la Fondation, Alexeï Navalny et l'avocate et femme politique Lioubov Sobol pour diffusion d'informations que l'entreprise estime fausses. Ces derniers sont condamnés à payer 1,67 million de dollars américains (88 millions de roubles). En juillet 2020, Alexeï Navalny annonce la dissolution de la Fondation pour éviter de payer ces dommages,.

## Gestion
Le directeur de la FBK est Ivan Jdanov. Son directeur exécutif est Vladimir Achourkov et la productrice de la chaine "Navalny Live" est Lioubov Sobol.
La gestion et certains choix de la FBK sont critiqués par Vladislav Zdolnikov, un des prestataires informatiques de la FBK depuis plusieurs années. Il dénonce en particulier le choix de soutenir le candidat du Parti communiste Vladislav Joukovski dans la 30e circonscription lors des élections de la Douma de la ville de Moscou pour des raisons de connivences personnelles et le mauvais management des bénévoles et des projets informatiques au sein de la FBK.

## Médias

### Journal
La FBK crée son propre journal appelé Léviathan pour pouvoir assister aux conférences de Vladimir Poutine. Le nom du journal fait référence au film Léviathan, d'Andreï Zviaguintsev, qui dénonce la corruption dans une petite ville russe.

### Films
La FBK finance les films suivants :
- Tchaïka, 2015, film sur la corruption du procureur général de la fédération de Russie Iouri Tchaïka ;
- Ne l'appelez pas Dimon, 2017, film sur la corruption du président du gouvernement de la fédération de Russie Dmitri Medvedev.